# Callionima gracilis
Callionima gracilis (Jordan, 1923) è un lepidottero appartenente alla famiglia Sphingidae, endemico dell'isola di Cuba.

## Descrizione

### Adulto
È una specie simile, per taglia e colori, a C. grisescens, rispetto alla quale presenta l'apice delle ali anteriori tronco, fortemente rientrante, ed una grande macchia argentata sulla pagina superiore, nettamente divisa in due rami; il ramo inferiore della macchia è circoscritto all'interno di una non ben definita banda nera longitudinale, di valore diagnostico, che corre tra la linea antimediana e quella submarginale, verso il centro dell'ala.

Nel genitale maschile l'uncus è suddiviso in quattro processi, dei quali i due mediani sono lisci, a forma di spina, e curvati all'indietro, mentre i due laterali appaiono larghi, triangolari e pelosi. Lo gnathos termina, su entrambi i lati del tubulo anale, con un uncino a forma di spina, che giace nascosto nella superficie concava inferiore dell'uncus.

### Larva
Dati mancanti.

### Pupa
I bruchi si impupano negli strati superficiali della lettiera. Le crisalidi sono traslucide.

## Distribuzione e habitat
L'areale di questa specie è ristretto a Cuba.

## Biologia
Durante l'accoppiamento, le femmine richiamano i maschi grazie ad un feromone rilasciato da una ghiandola, posta all'estremità addominale.

### Periodo di volo
La specie è probabilmente multivoltina.

### Alimentazione
Dati non disponibili.

## Tassonomia

### Sottospecie
Non sono state descritte sottospecie.

### Sinonimi
È stato riportato un solo sinonimo:
- Hemeroplanes gracilis Jordan, 1923